# Ignaz Stich
Ignaz Stich (* 28. April 1863 in Fahndorf; † 15. August 1926 in Wördern) war ein österreichischer Bibliothekar und Kommunalpolitiker (CS).

## Leben
Ignaz Stich wurde als Sohn eines Grundbesitzers und Fleischhauers geboren. Nach der Matura am Schottengymnasium in Wien begann er an der Universität Wien mit dem Studium der Geschichtswissenschaft, das er 1885 mit der Dissertation „Über den Konvent zu Nizza und die Zusammenkunft in Aiguemortes 1538“ und die Ablegung der erforderlichen Rigorosen als Dr. phil. abschloss. Während seines Studiums trat er 1881 der katholischen Studentenverbindung Austria Wien bei und war später langjähriger Vorsitzender ihres Altherrenvereins.
Ab 1889 war er Amanuensis an der Universitätsbibliothek der Universität Wien und wechselte 1892 an die Universitätsbibliothek der Universität für Bodenkultur Wien, deren Direktor er von 1894 bis 1919 war. In dieser Funktion hatte er wesentlichen Anteil an der Aufwertung dieser Bibliothek durch die Neukatalogisierung der Bestände unter Berücksichtigung einer wissenschaftlichen Systematik und durch Anhebung der budgetären Mittel.
1899 gründete Stich als christlich–soziales Gegenstück zu den Büchereien des sozialdemokratischen Wiener Volksbildungsvereins die katholische Volksbücherei „Volkslesehalle“, dessen gleichnamigem Verein er bis zu seinem Tod als Präsident vorstand.
Er engagierte sich in der Kommunalpolitik als Abgeordneter des Gemeinderates von Wien-Währing und nahm von 1906 bis 1919 Einfluss auf die Bauregelung und das Verkehrswesen im Cottageviertel von Währing.
Als Mitglied einer Delegation, die den Bürgermeister von Wien im Oktober 1912 auf einer Informationsreise nach London begleitete, interessierte er sich besonders für die Wohnverhältnisse.
Nach dem Zusammenbruch der Österreichisch-Ungarischen Monarchie schied Ignaz Stich aus dem Staatsdienst aus und legte sein Gemeinderatsmandat von Währing zurück.
Von 1915 bis 1925 war Stich Obmann des Wiener Cottage Vereins und von 1921 bis zu seinem Tod im Jahre 1926 Bürgermeister von Wördern. Nach ihm ist der Dr.-Ignaz-Stich-Platz ⊙ in Wördern benannt.
Ignaz Stich hinterließ eine Witwe und 4 Kinder und wurde auf dem Friedhof von St. Andrä bestattet.

## Mitgliedschaften
- Katholische Studentenverbindung Austria Wien
- Wiener Cottage Verein

## Veröffentlichungen (Auszug)
- Dissertation „Über den Konvent zu Nizza und die Zusammenkunft in Aiguemortes 1538“ (verschollen)
- Venetianische Depeschen Vom Kaiserhofe, Volume 3..., Nabu Press, 21. März 2012, ISBN 978-1-278-66504-7